# Râul Mușlău
Râul Mușlău este un braț al râului Rătășel. Brațul începe în dreptul localității Cociuba Mare și se unește cu râul Rătășel amonte de localitatea Tăut